# Franz Heigl (Sänger)
Franz Alfons Heigl (geboren 15. Jänner 1901 in Blumau an der Wild, Österreich-Ungarn; gestorben 2. Jänner 1992 in Überlingen, Deutschland) war ein österreichischer Sänger, Schauspieler und Unterhaltungskünstler.

## Leben und Wirken
Heigl war ein Sohn des Bahnbediensteten Franz Heigl und der Dienstmagd Maria Wisloužil. Nach dem Besuch der Bürger- und Staatsgewerbeschule meldete er sich 1917 als Freiwilliger zur Kriegsmarine und geriet in italienische Gefangenschaft. Wieder zurückgekehrt, übte er zunächst den Beruf eines Technischen Zeichners aus, ehe er sich zum Schauspieler ausbilden ließ. Anschließend trat er auf diversen Provinzbühnen auf, u. a. in Bad Reichenhall und Steyr. Von 1925 bis 1930 war er am Theater an der Wien engagiert und wirkte fortan auch als Operettenbuffo und Ballettmeister.
1930 traf er in Berlin ein, wo er an verschiedenen Spielstätten Betätigung fand (Metropol-Theater, Plaza, Deutsches Theater, Rotter-Bühnen, Admiralspalast). 1935 sang er im Metropol-Theater in der Operette Ball der Nationen, 1936 in Auf großer Fahrt, ebenfalls von Fred Raymond, und 1937 in Maske in Blau. Er stand 1944 in der Gottbegnadeten-Liste des Reichsministeriums für Volksaufklärung und Propaganda.
Ab 1934 war Heigl auch auf der Kinoleinwand zu sehen. Während er in Kurzfilmen zunächst Nebenrollen bekleidete, schrumpften seine Parts in den nachfolgenden Spielfilmen zu unbedeutenden Chargen. Meist verkörperte er humorige Figuren in leichten Unterhaltungsproduktionen und absolvierte dabei öfters auch Gesangseinlagen. Nach Ende des Zweiten Weltkriegs wurde Heigl noch einige Male in Fernsehverfilmungen von Operetten beschäftigt.
Franz Heigl war zweimal verheiratet: Von 1926 bis zur Scheidung 1937 mit Gisela Kucsera und von 1938 bis zu ihrem Tod 1991 mit Margarete Rawald. Seinen Lebensabend verbrachte er in Überlingen am Bodensee. Er starb 1992 im Alten- und Pflegeheim St. Franziskus.

## Filmografie
- 1934: Ein fideles Büro
- 1934: Ich tanke, Herr Franke
- 1935: Abenteuer in der Karnevalsnacht
- 1936: Wellmanns letzte Lüge
- 1938: Der Dorfbarbier
- 1940: Falstaff in Wien
- 1943: Liebesgeschichten
- 1944/49: Der große Fall
- 1953: Die lustige Witwe (Fernsehfilm)
- 1956: Nina
- 1958: Bei Kerzenlicht (Fernsehfilm)
- 1963: Maske in Blau (Fernsehfilm)
- 1964: Leider lauter Lügen (Fernsehfilm)

## Hörspiele (Auswahl)
- 1958: Felix Gasbarra: Pimpanell oder Worin besteht die Freiheit eines Menschen? (Passant) – Regie: Ludwig Cremer (Original-Hörspiel – NDR)
- 1959: Felix Gasbarra: Pimpanell. Übernahme vom NDR Hamburg mit Schlußfassung des BR (Passant) – Regie: Ludwig Cremer (Hörspiel – BR)